# Xenofrea inermis
Xenofrea inermis là một loài bọ cánh cứng trong họ Cerambycidae.